# Transzformáció (genetika)
A transzformáció gének bejuttatása a recipiens szervezetbe tisztított DNS segítségével. Ezt módszert alkalmazták a géntérképezéskor is. Napjainkban a rekombináns DNS-technika ("génsebészet") által legszélesebb körben alkalmazott módszerek egyike.

## A transzformálás lépései
Először kompetens sejteket kell létrehozni, mert csak ezek képesek a létrehozott rekombináns DNS-molekulákat (általában plazmid vagy fágvektor) befogadni.

## A leggyakoribb kompetens sejtek
A gyakorlatban legtöbbet az Escherichia fajokat, elsősorban a E. Coli különböző mutánsait alkalmazzák (pl.: BL21-Gold, BL21-C+Ril stb.).